# Іранське нагір'я
Іра́нське нагі́р'я (перс. فلات ایران) — нагір'я розташоване у Південно-Західній Азії, в Ірані, Афганістані та Пакистані, обмежене г. Ельбурс, Гіндукуш, Мекран, Заґрос; близько 2,7 млн км²; середня висота становить 1300 м; погаслі вулкани; катастрофічні землетруси; субтропічний сухий і вкрай сухий клімат; пустелі: Велика Солона Пустеля (Деште-Кевір), Деште-Лут, Регістан. Має на своїй території сезонні річки, безстічні солоні озера.
Нагір'я переважно (2/3 території) знаходиться в Ірані, а також на території Афганістану, Пакистану й Туркменістану.

## Геологія

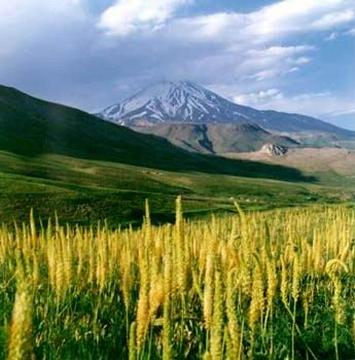
Одна з найвищих вершин Іранського нагір'я — Демавенд.

Іранське нагір'я — геологічна формація, яка є частиною Євразійської плити, затиснутою між Аравійською платформою й Індостанською плитою. Складчасті і складчасто-брилові гори й нагір'я чергуються з акумулятивними рівнинами й міжгірськими западинами. Міжгірські западини заповнені потужними товщами пухкого уламкового матеріалу, який потрапив туди з навколишніх гір. Озера, які раніше займали найнижчі частини западин, висохли й залишили товщі солі та гіпсу.
На окраїнах нагір'я розташовуються області, охоплені альпійським орогенезом, де спостерігається підвищена сейсмічність (наприклад, Ашхабадський землетрус 1948 року). Зони інтенсивних новітніх піднять чергуються з ділянками зі складчастими структурами більш давнього періоду.
На території нагір'я є родовища нафти, руд металів, солі, бірюзи та інших корисних копалин.

## Рельєф
Нагір'я обмежене декількома гірськими хребтами. У північну периферичну дугу входять гори Ельбурс з вулканом Демавенд (5604 м), Туркмено-Хорасанські гори, Паропамиз та західні відроги Гіндукушу (гора Тірич-Мір, 7690 м). З півдня й південного заходу тягнуться гори Загрос (гора Зердкух, 4548 м) і хребти Мекранскіх гір. На сході розташовані гори Кіртхар і Сулейманові гори, а також хребти Спінгар і Хіндурадж.
Внутрішні області нагір'я складаються з почергових гірських систем (Кухруд, Кухбенан, Середньоафганські гори й ін.), плоскогір'їв (Серхед, Газні-Кандагарське і ін.) і широких знижень, в яких розташовуються пустельні безстічні області: Деште-Кевір, Деште-Лут, Дашті-Марго, Джазмуріанська западина, Сістан, Машкель тощо.

## Клімат та водні ресурси
Клімат північної частини нагір'я континентальний, субтропічний; літо спекотне, зима порівняно холодна. На півдні клімат переходить у тропічний — спекотне літо і тепла зима. Через те, що нагір'я з усіх боків екрановано горами, на ньому переважає аридні умови. Середньорічна норма опадів незначна — від 50 до 150 мм. Окремі райони зволожуються краще — на північних схилах Ельбурса випадає до 2000 мм, а на південно-східних схилах Сулейманових гір і їх північних продовженнях — до 1000 мм.
Річки на Іранському нагір'ї короткі, порівняно маловодні, часто використовуються для зрошення. Найбільші річки — Карун, Гільменд, Геріруд. Велика частина річок стікає у внутрішні безстічні западини, де часто знаходяться озера, здебільшого солоні: Резає на північному заході, Дерьячеє-Немек на південь від Тегерана, невеликі озера Мехарлу, Дерьячеє-Тешк, Бехтеган, Кафтар, водосховище Доружан на південному заході нагір'я. На кордоні Ірану та Афганістану розташовується група озер Хамун.

## Ґрунти, флора та фауна
Ґрунти переважно представлені сіроземами. Рослинність — пустельна й сухостепова. Пустеля Деште-Кевир — солончакова, Деште-Лут — піщана, Дашті-Марго — піщано-галькова. Степи з коричневими ґрунтами займають головним чином схили гір і внутрішніх нагір'їв. На північних схилах Ельбурса і західних схилах Загроса ростуть широколистяні ліси на гірських буролісних ґрунтах. На східних схилах гір Сулейманових і Кіртхар представлені гірничо-саванні ландшафти, рідколісся й субтропічні ліси, в яких ростуть гімалайські кедри і представники тропічної флори.
Тваринний світ переважно представлений гризунами й плазунами з широким розповсюдженням отруйних шкідливих комах й павукоподібних (тарантул, каракурт, скорпіон). На озерах є місця зимівлі багатьох перелітних птахів, деякі області охороняються.

## Історія
У Бронзову добу, територія Еламу простягалася вздовж гір Загрос, поєднуючи Месопотамію й Іранське нагір'я. Царство Аратта, про яке відомо з клинописних джерел, можливо, було розташоване на Центральному Іранському нагір'ї.
У період класичної античності регіон був відомий під назвою Персія, завдяки перській династії Ахеменідів, яка походила з Фарсу.
Назва Середньоперський Іран (звідси Сучасний перський Іран) почала використовуватися стосовно держави (а не щодо етносу) починаючи з періоду правління династії Сасанідів.

## Археологія
Археологічні об'єкти й культури Іранського нагір'я включають в себе:
- Центральне Іранське нагір'я («Джирофтська культура»):
  - Шахрі-Сухте
  - Конар-Сандал
  - Тепе Ягія
- Річкова культура Заянде
- Тепе-Сіалк
- Палеолітичні стоянки:
  - Неясар
  - Сефід-Аб
  - Каффар-Хун
  - Кале Бозі Кавес
  - Мірек
  - Делазян
  - Табас
  - Мессіле.

## Економіка
Іранське нагір'я постачає деревину для виготовлення дверей, плугів та кошиків. На Іранському нагір'ї вирощують наступні фрукти: груші, яблука, абрикоси, айву, сливи, нектарини, вишні, шовковицю, а також персики, які були розповсюженими в XX столітті. Мигдаль та фісташки поширені в теплих областях. Також вирощують фініки, апельсини, виноград, дині та лайм. Інші їстівні плоди, включають картоплю й цвітну капусту, які раніше практично не вирощували, допоки європейці не вдосконалили систему зрошування. На території нагір'я також вирощуються й інші овочі, в тому числі й капусту, помідори, артишоки, огірки, шпинат, редиску, салат та баклажани.
На території нагір'я також вирощують пшеницю, ячмінь, просо, боби, опіум, бавовна, люцерна та тютюн. Ячмінь використовується в основному як їжа для коней. Кунжут вирощується й переробляється на кунжутову олію. в 1920-их роках на території Іранського нагір'я також було зафіксовано наявність грибів та манни. Кмин вирощується в провінції Керман.